# !T.O.O.H.!
!T.O.O.H.! est un groupe tchèque de death metal progressif. Au début, les paroles de leurs chansons se centraient sur le gore, avant de se centrer sur la politique et les inégalités sociales.

## Biographie
Le groupe est formé en 1990 sous le nom de Devastator par les frères Jan et Josef Veselý, nom qu'ils changent en 1993. !T.O.O.H.! est un acronyme de The Obliteration of Humanity.
Le groupe se sépare peu après avoir terminé l'album Řád a Trest à la suite de difficultés financières depuis leur renvoi du label Earache Records, qui arrêtera de publier leur album deux mois après sa sortie. Řád a Trest, sous-titré Order and Punishement, est bien accueilli par la presse spécialisée,,.
En septembre 2011, le groupe se reforme comme duo. En juillet 2012, Josef « Humanoid » Vesely est diagnostiqué de schizophrénie paranoïde, un frein dans les projets du groupe, malgré la prise d'antidépresseurs. Néanmoins, son frère Jan annonce l'écriture d'un quatrième album prêt à être enregistré en vers septembre ou octobre. En 2013, le groupe publie un album intitulé Democratic Solution, sur Facebook en téléchargement gratuit,. Le groupe effectue son tout dernier concert le 16 février 2013 à Ostrava et annonce sa séparation expliquant que pour Humanoid, « c'est trop de stress pour lui » et que « continuer en studio ne servirait à rien. » En 2017, le groupe se reforme et sort un album Free Speech.

## Membres

### Derniers membres
- Jan « Schizoid » Veselý - chant, batterie (1990-2013)
- Josef « Humanoid » Veselý - chant, guitare (1990-2013)

### Anciens membres
- Pavel « Android » Slavíček - basse (1996-1998)
- Petr « Wokis » Vokál - guitare (2004-2005)
- Petr « Freedom » Svoboda - basse (2004-2005)

## Discographie
- 1995 : Vy Kusy Mrdacího Masa (démo)
- 1997 : Sen to Není, Nesmí (démo)
- 1998 : Live in Prosek (démo)
- 2000 : Z Vyšší Vůle
- 2002 : Pod Vládou Biče
- 2005 : Řád a Trest
- 2013 : Democratic Solution
- 2017 : Free Speech